# Temporada 2007-2008 del Liceu
| Temporada 2007-2008 del Liceu |                         |                        |                        | | |                                                                  |
| Òpera                         | Compositor              | Director musical       | Director d'escena      | Papers principals | Producció                                                                                            | Dates                                                            |
| Andrea Chénier                | Umberto Giordano        | Pinchas Steinberg      | Philippe Arlaud        | José Cura (25, 29 setembre; 2, 5, 8, 11, 14, 17 octubre) / Fabio Armiliato (30 setembre; 3, 13 octubre) / Carlo Ventre (4, 6, 9 octubre), Carlos Álvarez (25, 29 setembre; 2, 5, 8, 11, 14, 17 octubre) / Anthony Michaels-Moore (30 setembre; 3, 6, 13 octubre) / Silvio Zanon (4, 9 octubre), Daniela Dessì (25, 30 setembre; 3, 13 octubre) / Deborah Voigt (29 setembre; 2, 5, 8, 11, 14, 17 octubre) / Anna Shafajinskaia (4, 6, 9 octubre), Marina Rodríguez Cusí, Viorica Cortez (25, 29, 30 setembre; 2, 3, 5, 8, 9, 11, 13, 14, 17) / Mercè Obiol (4, 6 octubre), Irina Mishura (25, 29 setembre; 2, 5, 8, 11, 14, 17 octubre) / Viorica Cortez (30 setembre; 3, 4, 6, 9, 13 octubre), Miguel Ángel Zapater, Enric Serra, Philip Cutlip, Francisco Vas, Josep Ruiz, Vicenç Esteve Corbacho | The New National Theatre Foundation - Tokio                                                          | 25, 29, 30 setembre; 2, 3, 4, 5, 6, 8, 9, 11, 13, 14, 17 octubre |
| Diari d'un desaparegut        | Leoš Janáček            | Josep Pons i Viladomat | Jaume Plensa           | Willard White, Katarina Dalayman, Michael König, Marisa Martins | Gran Teatre del Liceu / Ópera National de París                                                      | 2 de novembre al 20 d'abril                                      |
| El castell de Barbablava      | Béla Bartók             | Josep Pons i Viladomat | Jaume Plensa           | Willard White, Katarina Dalayman, Michael König, Marisa Martins | Gran Teatre del Liceu / Ópera National de París                                                      | 2 de novembre al 20 d'abril                                      |
| Hangman, Hangman!             | Lleonard Balada         | Álvaro Albiach         | Gustavo Tambascio      | | Gran Teatre del Liceu / Festival d'Òpera de Butxaca                                                  | 15 al 18 de novembre                                             |
| The town of greed             | Lleonard Balada         | Álvaro Albiach         | Gustavo Tambascio      | | Gran Teatre del Liceu / Festival d'Òpera de Butxaca                                                  | 15 al 18 de novembre                                             |
| Aida                          | Giuseppe Verdi          | Daniele Callegari      | José Antonio Gutiérrez | Micaela Carosi, Elisabetta Fiorillo, Roberto Alagna, Joan Pons Álvarez | Gran Teatre del Liceu / Festival Internacional de Música de Santander                                | 19 de novembre al 19 de gener                                    |
| La Cenerentola                | Gioacchino Rossini      | Patrick Summers        | Joan Font              | Juan Diego Flórez, Joyce DeDonato, David Menéndez, Bruno De Simone, Michael Pabst | Gran Teatre del Liceu / Welsh National Opera (Cardiff) / Houston Grand Opera/Grand Théâtre de Genève | 23 de desembre al 20 de gener                                    |
| Elektra                       | Richard Strauss         | Sebastian Weigle       | Guy Joosten            | Deborah Polaski, Eva Marton, Ann-Marie Backlund, Graham Clark, Albert Dohmen, Knut Skram, Claudia Schneider, Michelle Marie Cook, Charles Hens, Knut Skram, Renate Behle, Lani Poulson, Claudia Schneider, Mireia Pintó, Michelle Marie, Henriikka Gröndahl | Gran Teatre del Liceu / La Monnaie-De Munt (Brussel·les)                                             | 9, 13, 17, 21, 25, 29 febrer / 3 març                            |
| Lucrezia Borgia               | Gaetano Donizetti       | Stefan Anton Reck      | Versió concert         | Edita Gruberova, Ewa Podlés, Josep Bros, Ildebrando D'Arcangelo | Gran Teatre del Liceu                                                                                | 22 de febrer a l'1 de març                                       |
| Tannhäuser                    | Richard Wagner          | Sebastian Weigle       | Robert Carsen          | Peter Seiffert, Petra Maria Schnitzer, Günther Groissböck, Bo Skovhus | Gran Teatre del Liceu / Opéra National de Paris / Tokyo Opera Nomori                                 | 19 de març al 22 d'abril                                         |
| Mort a Venècia                | Benjamin Britten        | Sebastian Weigle       | Willy Decker           | Thomas Moser, Carlos Mena, Scott Hendricks | Gran Teatre del Liceu / Teatro Real de Madrid / Òpera Nacional del Rhin, d'Estrasburg (França)       | 13 al 30 de maig                                                 |
| Die Walküre                   | Richard Wagner          | Sebastian Weigle       | Versió concert         | Evelyn Herlizius, Waltraud Meyer, Plácido Domingo | | 28 al 31 de maig                                                 |
| Luisa Miller                  | Giuseppe Verdi          | Maurizio Benini        | Gilbert Deflo          | Krassimira Stoiànova, Giacomo Prestia, Aquiles Machado, Roberto Frontali | Opéra National de Paris                                                                              | 19 de juny al 7 de juliol                                        |
| Don Giovanni                  | Wolfgang Amadeus Mozart | Friedrich Haider       | Calixto Bieito         | Simon Keenlyside, Günther Groissböck, Ángeles Blancas, Christoph Strehl, Véronique Gens, Kyle Ketelsen, David Menéndez, Juanita Lascarro | Gran Teatre del Liceu / English National Opera/ S.Hannover                                           | 22 al 30 juliol                                                  |